# Picos (Brésil)
Picos est une ville brésilienne du sud-est de l'État du Piauí. Elle se situe par une latitude de 07° 04' 37" sud et par une longitude de 41° 28' 01" ouest, à une altitude de 206 mètres. Sa population était estimée à 71 825 habitants en 2006. La municipalité s'étend sur 803 km².

## Maires
| Période | Période | Identité               | Étiquette | Qualité |
| ------- | ------- | ---------------------- | --------- | ------- |
| 2009    | 2012    | Gil Marques de Medeiro | PMDB      |         |

## Personnalités liées à la commune
- Luiz Júnior (2001-), footballeur brésilien né à Picos.
- Renê (1992-), footballeur brésilien né à Picos.